# Viola orientalis
Viola orientalis là một loài thực vật có hoa trong họ Hoa tím. Loài này được W.Becker miêu tả khoa học đầu tiên năm 1915.

## Hình ảnh

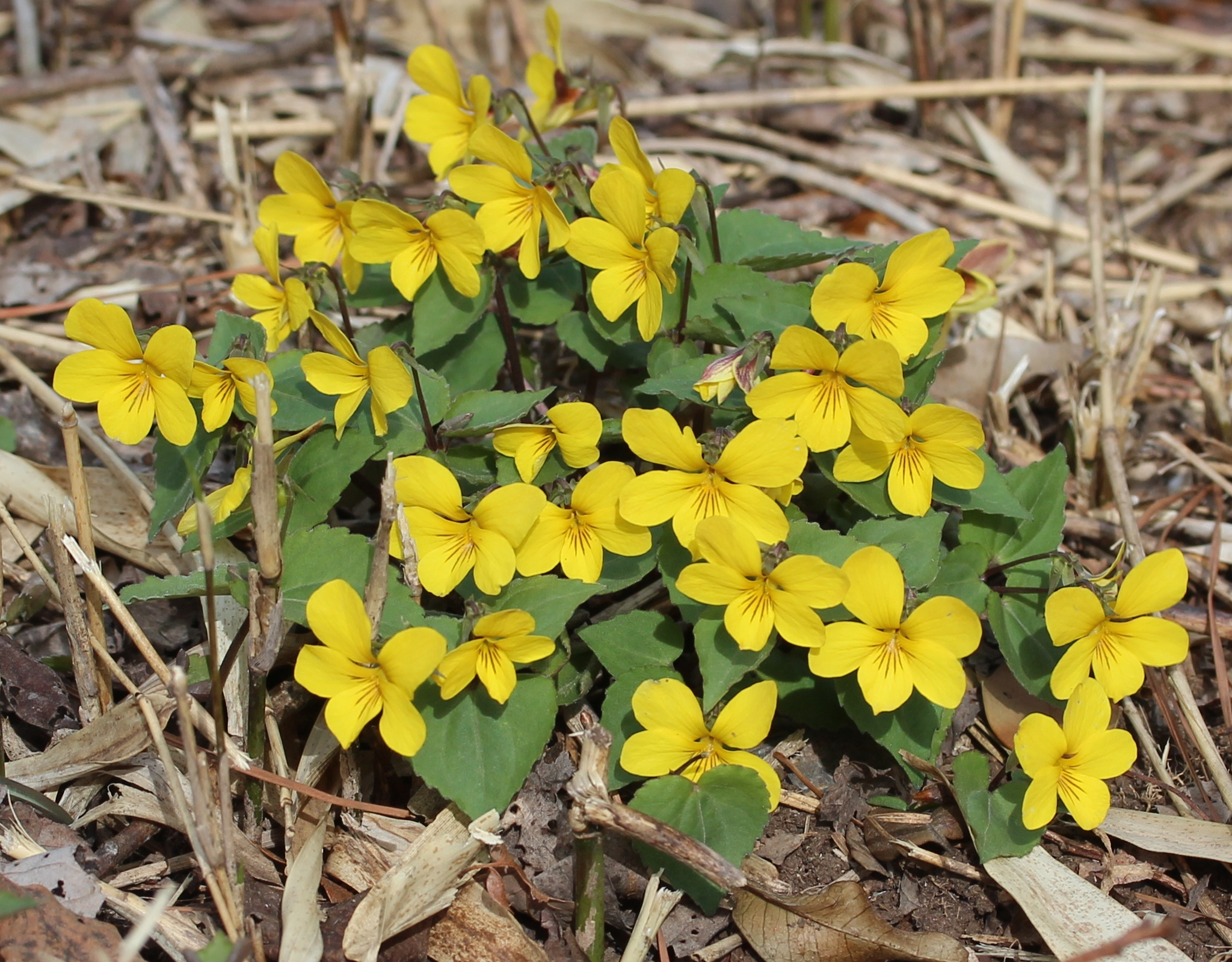
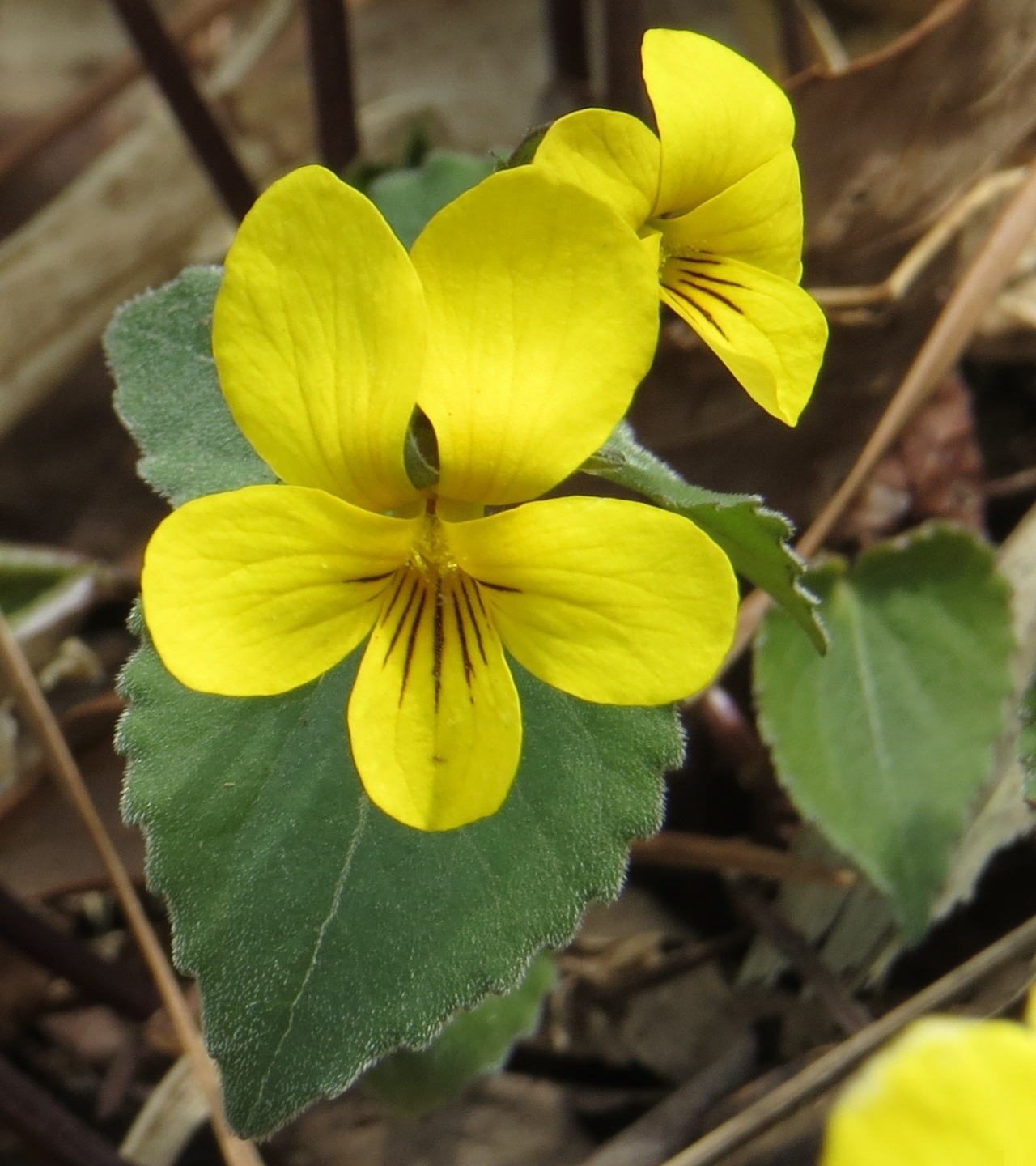
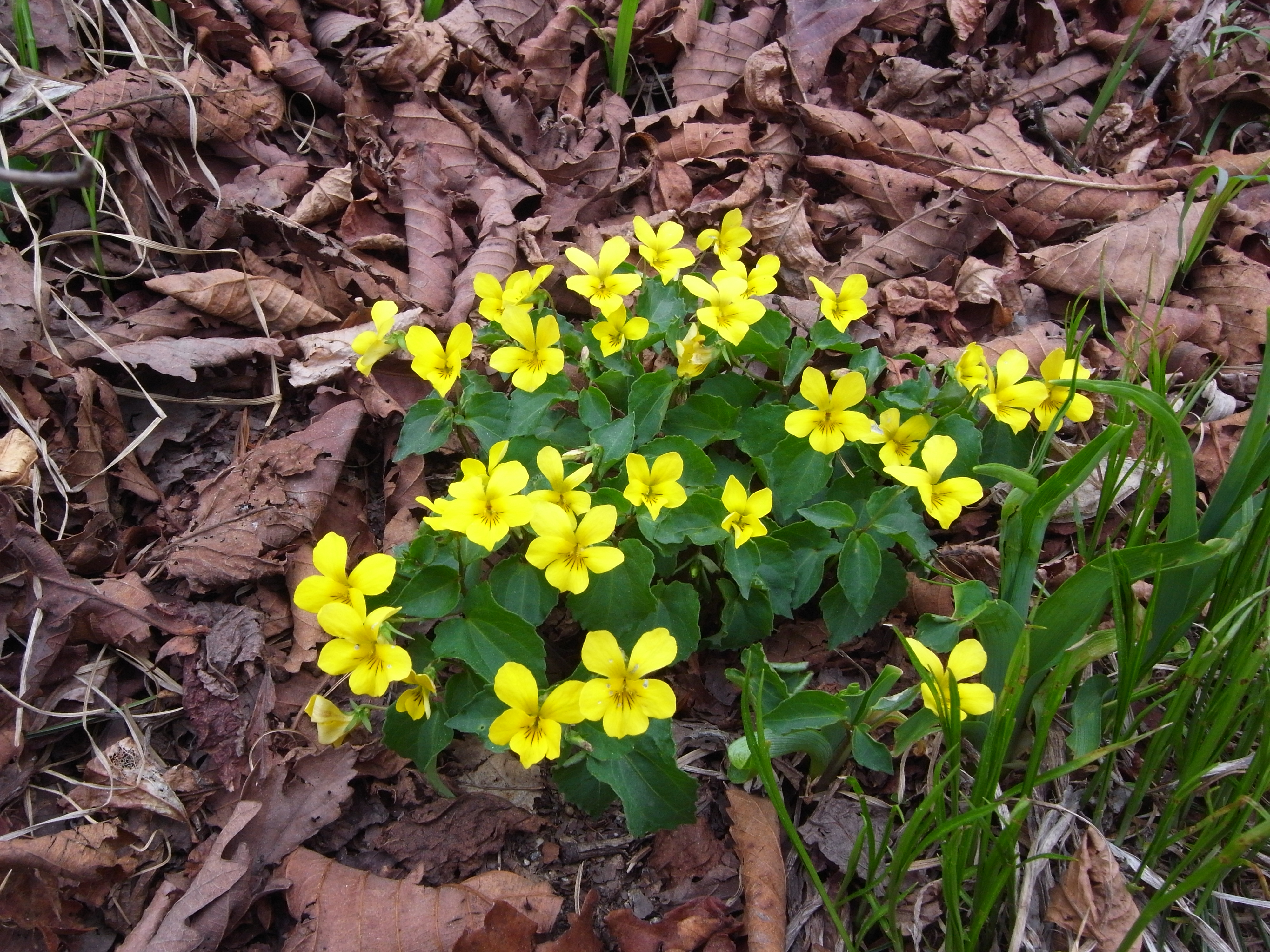
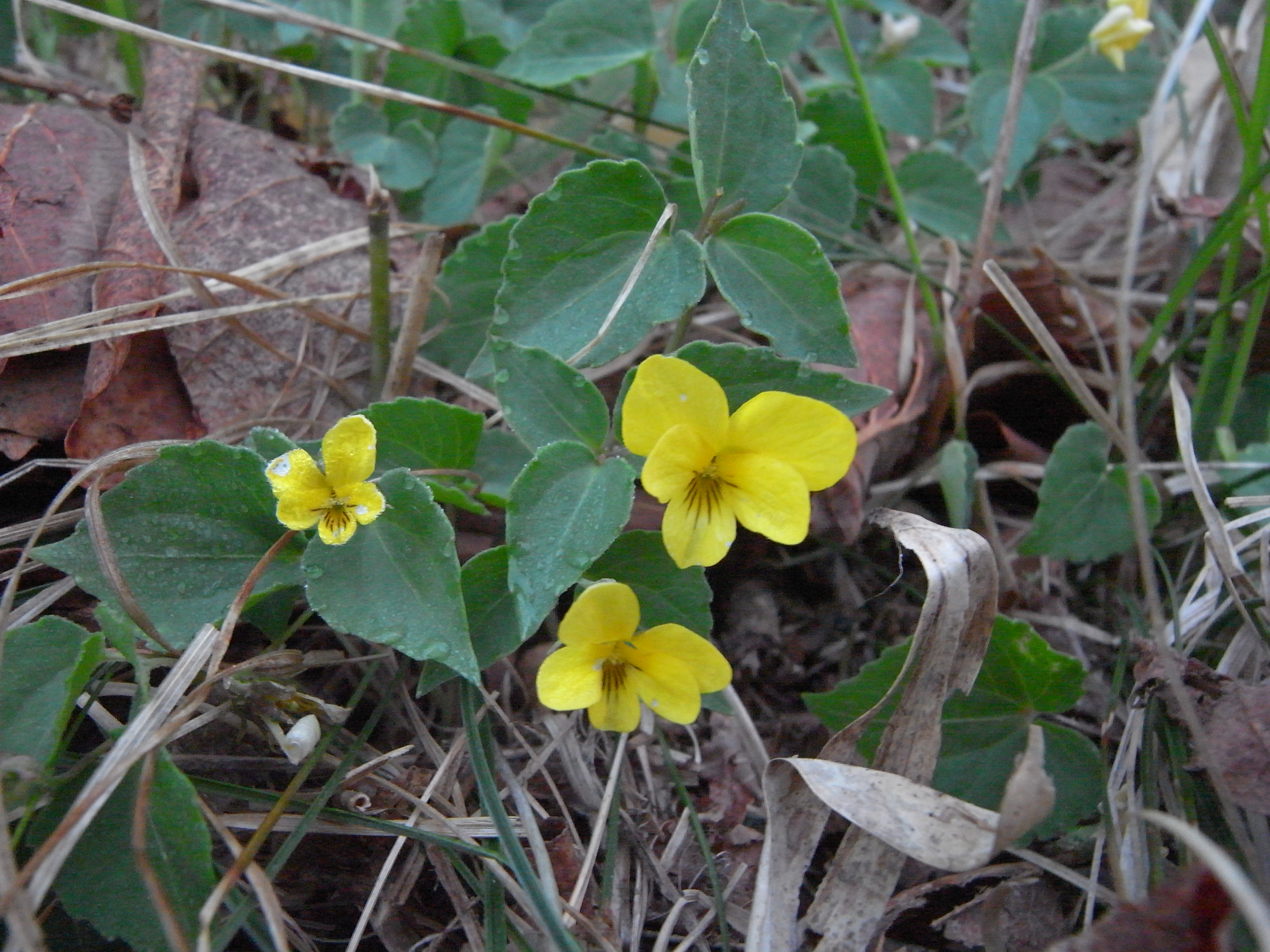